# Якуиба
Якуи́ба (исп. Yacuíba) — город в Боливии.

## География и туризм
Город Якуиба находится на юго-востоке Боливии, у её границы с Аргентиной. Административно он входит в департамент Тариха. Город лежит в предгорях Анд, на восточном склоне хребта Серранья-дель-Агуараге, на высоте в 620—680 метров над уровнем моря. Якуиба — главный город одноимённой муниципии и центр провинции Гран-Чако в департаменте Тариха. В городе расположен международный аэропорт. Железнодорожное сообщение с другими городами Боливии.
Из города Якуибы организуются туристические экспедиции в крупнейший в мире болотистый регион — Пантанал, в регионе Гран-Чако. В городе расположен футбольный «Клуб Петролеро», в 2012 году пробившийся в Высший профессиональный дивизион чемпионата Боливии.

## Климат и демография
Климат в районе муниципии Якуиба — умеренно-тропический, с жарким периодом дождей с декабря по март и засушливым периодом в июне-сентябре, с тёплыми днями и прохладными ночами.
Население города с 1976 по 2010 год выросло примерно в 7 раз — с 14.354 человек до 91.077.